# Belgian Juniors 2011
Das Belgian Juniors 2011 als bedeutendstes internationales Nachwuchsturnier von Belgien im Badminton fand vom 23. bis zum 25. September 2011 in Herstal statt.

## Sieger und Platzierte
| Disziplin    | Gold                                     | Silber                            | Bronze                           |
| ------------ | ---------------------------------------- | --------------------------------- | -------------------------------- |
| Herreneinzel | Kalle Koljonen                           | Henri Aarnio                      | Mika Köngäs                      |
| Herreneinzel | Kalle Koljonen                           | Henri Aarnio                      | Malte Laibacher                  |
| Dameneinzel  | Soraya de Visch Eijbergen                | Anna Thea Madsen                  | Annika Horbach                   |
| Dameneinzel  | Soraya de Visch Eijbergen                | Anna Thea Madsen                  | Ramona Hacks                     |
| Herrendoppel | Vincent de Vries Jim Middelburg          | Johannes Pistorius Fabian Roth    | Russell Muns Robin Tabeling      |
| Herrendoppel | Vincent de Vries Jim Middelburg          | Johannes Pistorius Fabian Roth    | Linus Conrad Toni Holm-Lowen     |
| Damendoppel  | Myke Halkema Gayle Mahulette             | Jacqueline Guan Gronya Somerville | Ine Lanckriet Flore Vandenhoucke |
| Damendoppel  | Myke Halkema Gayle Mahulette             | Jacqueline Guan Gronya Somerville | Annika Horbach Hannah Pohl       |
| Mixed        | Jim Middelburg Soraya de Visch Eijbergen | Russell Muns Myke Halkema         | Daniel Font Jordan Hart          |
| Mixed        | Jim Middelburg Soraya de Visch Eijbergen | Russell Muns Myke Halkema         | Robin Tabeling Elisa Piek        |